# Jacques Rosas
Jacques Rosas (né en 1959 à Stockton, en Californie) est un artiste américain, militant politique, entrepreneur et cofondateur de la société de production artistique Shop Studios.

## Biographie
Jacques Rosas naît à Stockton, en Californie et y demeure jusqu'à sa première année scolaire, quand sa famille déménage à Colusa, en Californie. Il étudie au San Joaquin Delta College et à l'Université de Californie à Irvine. Rosas commence à travailler comme mannequin et acteur, mais se tourne rapidement vers une carrière d'imprésario. Ouvertement gay auprès de sa famille et ses amis, il reste autrement discret à propos de son orientation sexuelle jusqu'à ce qu'il soit victime de violence à cause de celle-ci (gay bashing). Ce tabassage le lance dans le militantisme politique, et initie également une carrière artistique. Dans les années 1990, Rosas travaille pour le groupe environnemental international Greenpeace, où il concentre ses efforts sur la lutte contre destruction de la couche d'ozone.
Son travail avec Greenpeace le fait s'installer à New York. Il y fréquente l'acteur et compositeur Keith Pruitt (1961-2008), en compagnie de qui il est à nouveau victime d'un incident violent à cause de son homosexualité. Ce deuxième événement conduit Rosas à la création du projet d'art urbain appelé « Call Me Ishmael », qui trace des contours à la craie dessinant des corps (chalk outline) aux endroits où des gays ont été agressés. Son œuvre la plus récente est une série de tableaux abstraits qui emploient des formes et des couleurs vives ainsi qu'une série de peintures pop des couvertures de regards avec des reliefs des joints métalliques et peint sur. Rosas a étudié l’art à l'Art Students League of New York et à l'Académie de la Grande Chaumière à Paris.

## Shop Studios
Le deuxième incident de violence subi par Rosas l'empêche de travailler pour Greenpeace, alors qu'il allait collaborer à une nouvelle campagne. Après sa convalescence, il conduit l'un des premiers vélo-taxis de Manhattan. Il épargne une partie de son salaire et, avec son associé Eric Steding, loue un petit studio pour en faire une entreprise de production artistique qui se développe rapidement. Avec le temps, ils s'installent dans un grand bâtiment à plusieurs étages sur la 49e rue avant de déménager sur la 39e rue ouest. Plusieurs grandes entreprises de production audiovisuelles ont filmé dans le complexe, telles Disney, NBC, CBS et ABC. Shop Studios a notamment aménagé des vitrines de magasin pour Armani Exchange et Yves Saint Laurent.
En avril 2017, une exposition « Pop Up » produite par Red Splat Productions et Gallery X a lieu à Shop Studios pour présenter des œuvres inédites de l’artiste urbain des années 1980, Richard Hambleton, contemporain de Keith Haring et Jean Michel Basquiat. L'exposition a lieu en collaboration avec l'édition 2017 du Festival du film de Tribeca et en avant-première du documentaire Shadowman.